# Forsterinaria coipa
Forsterinaria coipa is een vlinder uit de onderfamilie Satyrinae van de familie Nymphalidae.
De voorvleugellengte  van de imago bedraagt 25 tot 26 millimeter. De soort komt voor van centraal Colombia tot het uiterste noorden van Peru.
De wetenschappelijke naam van de soort is voor het eerst geldig gepubliceerd door Peña & Lamas in 2005.